# IASA-Ländergruppe Deutschland/Schweiz
Die IASA-Ländergruppe Deutschland/Schweiz e. V. ist die Ländergruppe in Deutschland und der Schweiz der Internationalen Vereinigung der Schall- und audiovisuellen Archive (International Association of Sound and Audiovisual Archives – IASA). Diese wurde 1969 in Amsterdam gegründet und ist als „NGO“ (non–governmental, also nichtstaatliche Organisation) in der UNESCO vertreten.

## Vereinszweck

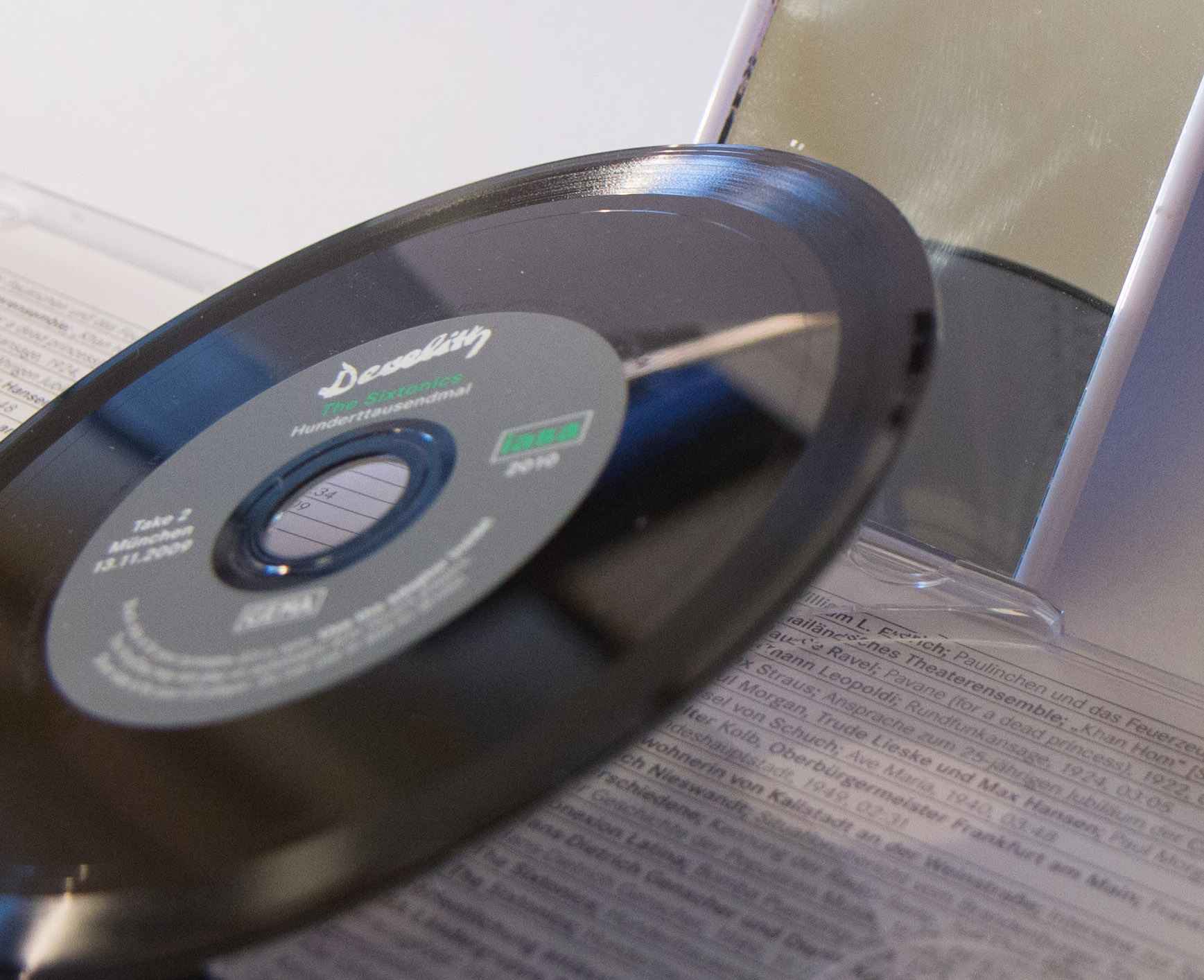
VinylDisc: Vorne die abspielbare Schallplattenrille; im Spiegel die CD

Zielsetzung der IASA Ländergruppe Deutschland/Schweiz ist die Förderung der Zusammenarbeit zwischen allen Archiven, die Ton- und in stetig zunehmendem Maß auch audiovisuelle Dokumente aufbewahren. Die IASA befasst sich mit allen Fragen, die mit der Arbeit institutioneller und bedeutender privater Sammlungen und Archive zusammenhängen: Erwerb, Dokumentation, Aufbewahrung, Nutzung und Erhaltung. Urheberrecht und Diskografie gehören ebenso zum Spektrum der IASA-Tätigkeit wie die Pflege von Aufnahme-, Bearbeitungs- und Wiedergabetechniken oder die Erarbeitung von Empfehlungen zur Langzeitsicherung von Tonaufnahmen.
Zweck der Ländergruppe als Verein ist es, die Arbeitsergebnisse der internationalen Fachkommissionen der IASA auf regionaler und nationaler Ebene zu diskutieren und umgekehrt Fragestellungen und Anregungen für die künftige Arbeit an diese Fachgremien und den Vorstand der IASA weiterzugeben. Dabei geht es der Ländergruppe vor allem auch darum, Institutionen und Privatpersonen einzubeziehen, die Tondokumente und damit in Zusammenhang stehende Materialien sammeln oder an den genannten Aufgaben und Zielen Interesse haben.

## Geschichte
Die Gründung erfolgte am 25. April 1990 im Rahmen der Tagung der Fachgruppe 7 des Vereins deutscher Archivare in Wiesbaden. Erster Vorsitzender wurde Jean-Claude Hayoz von der Dokumentationszentrale der Bundesversammlung der Schweiz. Weitere Vorstandsmitglieder waren Monika Brandenstein (Rundfunk der DDR) und Felix Kresing-Wulf (Deutsche Welle).
Die Bestätigung als IASA Regional Branch durch die Generalversammlung der IASA erfolgte am 7. Mai 1990 in Ottawa. Die erste offizielle Jahreshauptversammlung als IASA-Ländergruppe wurde am 30. April 1991 im Rahmen der Tagung der Fachgruppe 7 in der Phonothek in Wien abgehalten. Bereits im Oktober 1991 folgte die erste eigenständige Jahrestagung auf Einladung der Deutschen Welle in Köln.
Seit Herbst 1998 trat die Ländergruppe im Internet zunächst auf der Website des Klaus-Kuhnke-Archivs Bremen in Erscheinung. Als Webmaster fungierte dessen Geschäftsführer Ulrich Duve. Im Frühjahr 1999 wurde unter www.iasa-online.de eine eigene Homepage gestartet.
Ein enger Erfahrungsaustausch besteht zu der österreichischen IASA-Gruppe Medien Archive Austria, insbesondere seit der gemeinsamen Jahrestagung in Wien 2008. Innerhalb der internationalen IASA stehen beide Ländergruppen als besonders aktive Sektionen seit Jahren in hohem Ansehen.
Die Ländergruppe hat ihren Vereinssitz am Standort der Deutschen Nationalbibliothek in Frankfurt am Main.

## Struktur

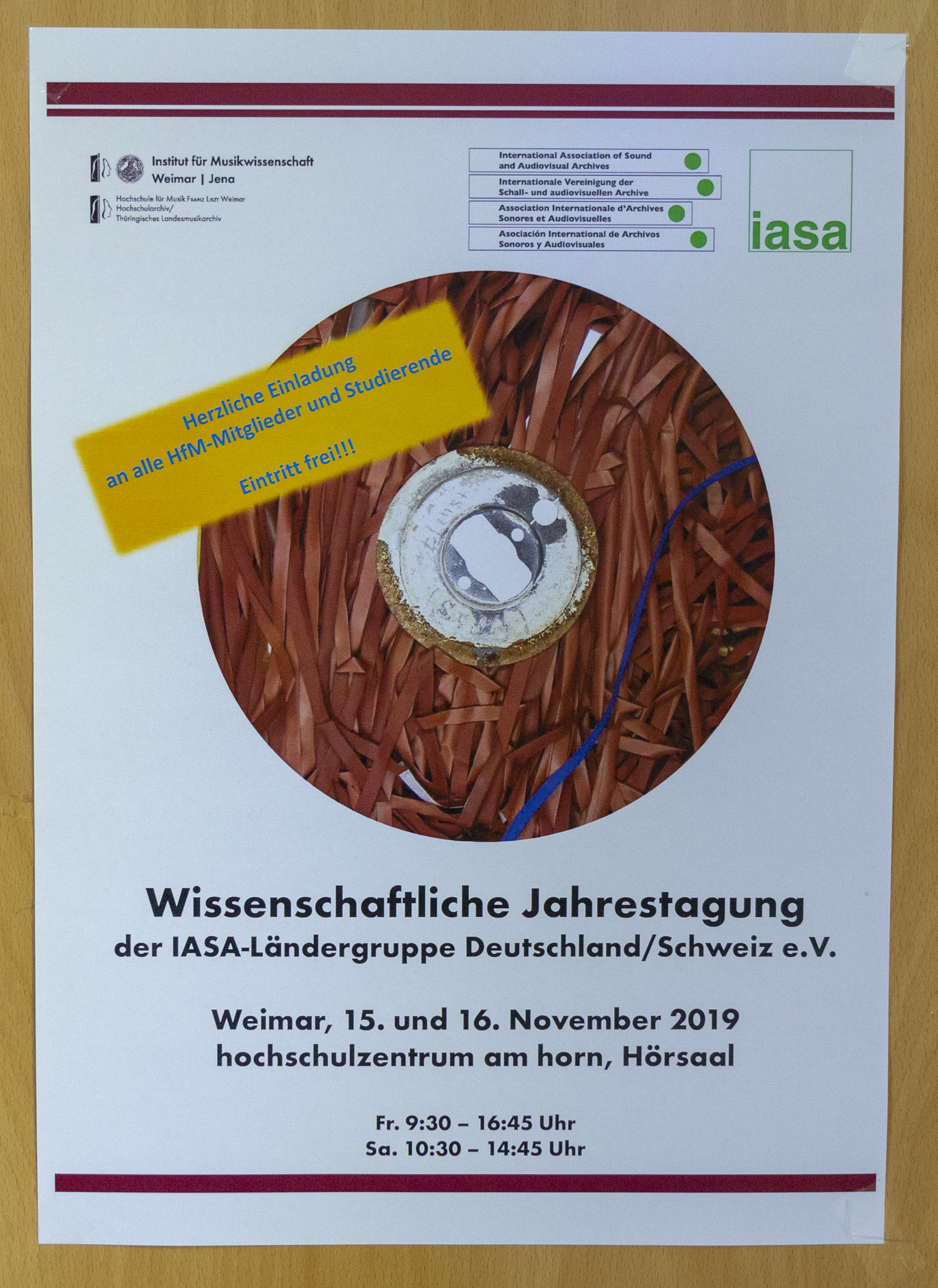
Plakat zur Jahrestagung 2019 in Weimar

Neben der Mitgliederversammlung als oberstes Vereinsorgan, die einmal im Jahr während der Jahrestagung stattfindet, gibt es laut Satzung den Vorstand. Vorsitzende seit November 2022 ist Katrin Abromeit vom Phonogrammarchiv in Wien. Stellvertretende Vorsitzende sind Claus Peter Gallenmiller (Gesellschaft für Historische Tonträger, Wien), Dr. Johannes Müske (Zentrum für Populäre Kultur und Musik) und Frank Wonneberg (Frank Wonneberg). Weitere Vorstandsmitglieder sind Sarah Seibicke (Universität Regensburg) und Jochen Rupp (Deutsche Nationalbibliothek).

### Vorsitzende
- 1990–1991: Jean-Claude Hayoz, Bern (Dokumentationszentrale der Bundesversammlung der Schweiz)
- 1991–1994: Frank Rainer Huck, Saarbrücken (Saarländischer Rundfunk)[7]
- 1994–1997: Anke Leenings, Frankfurt am Main (Deutsches Rundfunkarchiv)[8]
- 1997–2003: Kurt Deggeller, Lugano (Schweizerische Landesphonothek)[9]
- 2003–2009: Michael Crone, Frankfurt am Main (Hessischer Rundfunk)[10]
- 2009–2016: Pio Pellizzari, Lugano (Schweizerische Nationalphonothek)[11]
- 2016–2022: Ulrich Duve, Bremen (Klaus-Kuhnke-Archiv für Populäre Musik)[12]
- seit 2022: Katrin Abromeit, Wien (Phonogrammarchiv der Österreichischen Akademie der Wissenschaften)[13]

## Mitglieder
Mitglied der IASA können alle Archive, Institutionen, Vereinigungen und Einzelpersonen werden, die entsprechende Sammlungen oder ein Interesse an der Tätigkeit der IASA besitzen. Im Einzelnen sind u. a. die nachstehenden Institutionen Mitglied der IASA Ländergruppe:
- Deutsche Nationalbibliothek[14]
- Schweizerische Nationalphonothek
- Klaus-Kuhnke-Archiv für Populäre Musikarchiv
- Jazzinstitut Darmstadt[15]
- Günter Grass Stiftung Bremen[16]
- Lippmann+Rau-Musikarchiv[17]
- Deutsches Literaturarchiv[18]
- Weserburg Museum für moderne Kunst[19]
- Frank Wonneberg
- Hochschularchiv/Thüringisches Landesmusikarchiv Weimar

## Projekte und Tagungen
Auch nach der Gründung der IASA-Ländergruppe als eigenständiger Verein bestand eine enge Verbindung zur Fachgruppe 7, auf deren alljährlicher Frühjahrstagung die Ländergruppe die „Arbeitssitzung der AG-Tondokumente“ mit Themen der Schallarchivierung gestaltet. Bedingt durch die Umstrukturierung der FG7-Tagungen fand diese Arbeitssitzung letztmals im Jahr 2000 statt.

### Firmen-Discographien historischer Tonträger (FDHT)
Auf Initiative von Rainer Lotz startet 1997 das Projekt „Firmen-Discographien historischer Tonträger (FDHT)“, das nach mühsamer Anlaufzeit in modifizierter Form eine Heimstatt in der Schweizerischen Nationalphonothek in Lugano gefunden hat.

### Schall & Rauch

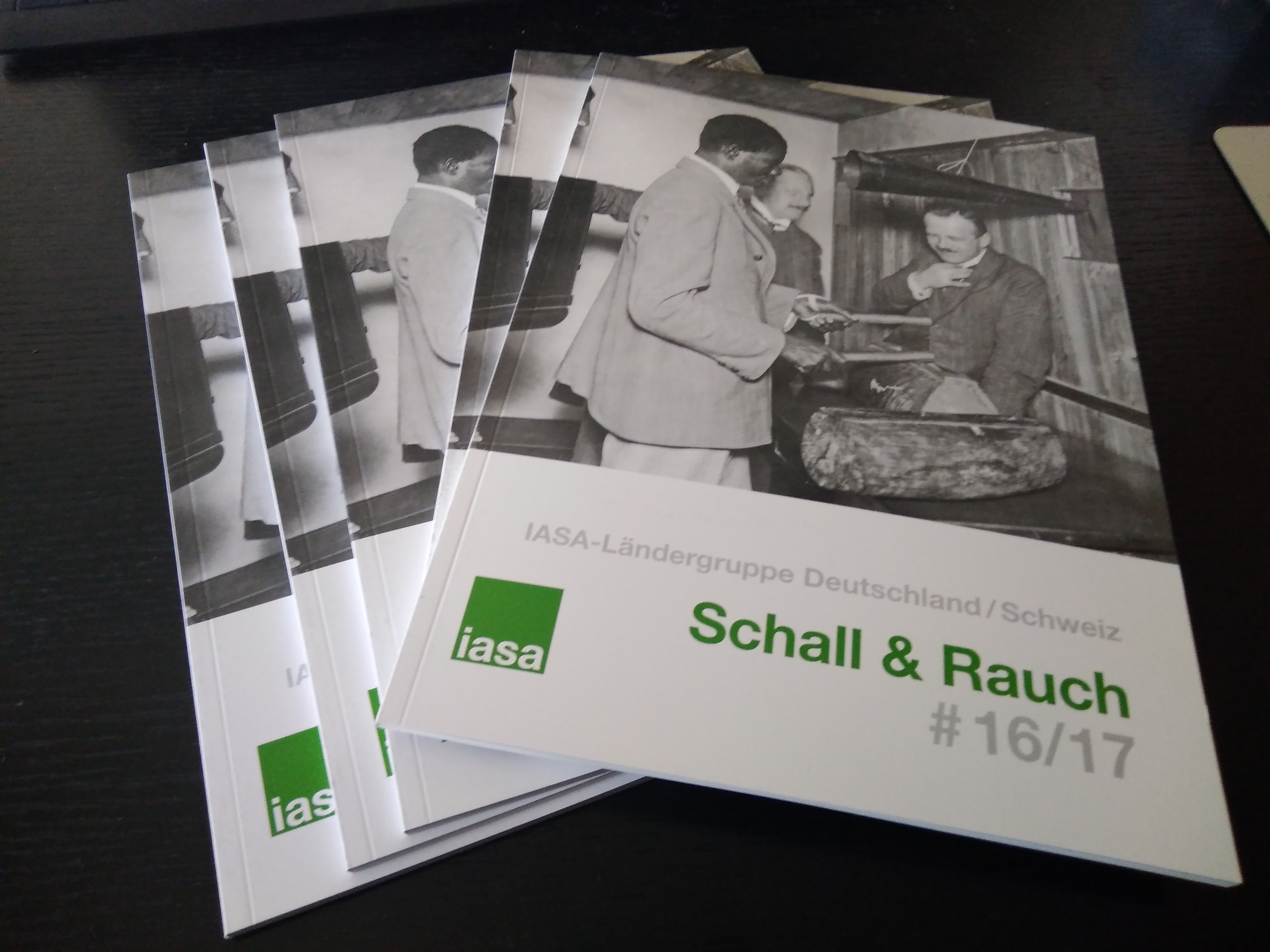
Ausgaben von Schall&Rauch

Als Informationsorgan für ihre Mitglieder gibt die IASA-Ländergruppe seit 1998 die Publikation „Schall & Rauch“ mit Fachartikeln, Tagungsbeiträgen und Konferenzberichten heraus. Die erste Ausgabe im Mai 1998 erschien im Birgit-Lotz-Verlag Bonn. In den Jahren zuvor wurde von der Ländergruppe zur Information ihrer Mitglieder Capitolium genutzt, das Mitteilungsblatt der Schweizerischen Landesphonothek. Erster Redaktionsleiter von Schall & Rauch war Markus Erni, die Herstellung lag bei Klemens Helmholz. Ab November 2000 wurde das Team durch Isabel Bräuer verstärkt. Nach Ulrich Duve (2001) folgte seit 2005 Rudolf Müller als Chefredakteur. Die Abgabe erfolgt kostenfrei an die Mitglieder und ist in verschiedenen Bibliotheken im Bestand vorhanden.

### VinylDisc
Anlässlich des 20-jährigen Bestehens des Vereins wurde 2010 ein einmaliges Tondokument mit einem akustischen Querschnitt einiger Mitgliederarchive produziert. Es handelt sich dabei um eine VinylDisc, eine Kombination aus einer CD und einer speziellen Schallplatte. Sie besteht aus zwei miteinander verbundenen Schichten. Die silberne Schicht beinhaltet die digitalen Informationen, die obere schwarze Schicht wird durch die Verwendung einer Vinyl-Matrize hergestellt und beinhaltet eine auf Plattenspielern abspielbare Schallplattenrille (33 1/3 min-1). Damit die VinylDisc auf dem Plattenteller fixiert werden kann, wurde ein Adapter aus Schaumstoff zur Reduzierung des Innendurchmessers beigelegt.

### Jahrestagungen
Die jährliche Herbsttagung der IASA-Ländergruppe dient der fachlichen Zusammenarbeit und dem Erfahrungsaustausch auf nationaler bzw. regionaler Ebene zwischen Berufskollegen, privaten Sammlern und den als Referenten geladenen Experten. Am 22. und 23. Oktober 1991 fand auf Einladung der Deutschen Welle in Köln die erste eigenständige Herbsttagung der Ländergruppe statt. Seitdem fanden ohne Unterbrechungen die Jahrestagungen statt. Die für 2020 in Mainz geplante Veranstaltung konnte wegen der Covid-19-Pandemie allerdings nur virtuell stattfinden. Gleiches gilt für die Tagung 2021 in der Schweiz.
| Jahr | Ort                                              | Gastgeber / Bemerkung |
| ---- | ------------------------------------------------ | --- |
| 1990 | Wiesbaden                                        | FG7-Tagung; Gründungsversammlung der Ländergruppe                                                                                                  |
| 1991 | Wien                                             | FG7-Tagung, erste Jahreshauptversammlung der Ländergruppe                                                                                          |
| 1991 | Köln                                             | Erste eigene Tagung der Ländergruppe Deutsche Welle                                                                                                |
| 1992 | Bern                                             | Schweizer Radio DRS Bern |
| 1993 | Frankfurt am Main und Bensheim                   | Deutsches Rundfunkarchiv und Hessischer Rundfunk                                                                                                   |
| 1994 | Bogensee b. Berlin                               | Jahreshauptversammlung im Rahmen der internationalen IASA-Konferenz                                                                                |
| 1995 | Mainz                                            | Südwestfunk Landesstudio Mainz |
| 1996 | Weimar                                           | Gemeinsam mit AIBM an der Hochschule für Musik Franz Liszt Weimar                                                                                  |
| 1997 | Basel                                            | Schweizer Radio DRS Basel |
| 1998 | Marbach                                          | Deutsches Literaturarchiv und Südwestrundfunk Stuttgart                                                                                            |
| 1999 | Köln                                             | Westdeutscher Rundfunk und Deutsche Welle |
| 2000 | Leipzig                                          | Gemeinsam mit AIBM. Leipziger Städtische Bibliotheken und Bibliothek der Hochschule für Musik                                                      |
| 2001 | Berlin                                           | Deutsches Musikarchiv |
| 2002 | Lugano                                           | Schweizerische Landesphonothek |
| 2003 | Potsdam-Babelsberg                               | Deutsches Rundfunkarchiv Standort Potsdam |
| 2004 | Bonn                                             | Deutsche Welle |
| 2005 | Fribourg                                         | Ecole d’ingenieurs et d’architectes de Fribourg |
| 2006 | Frankfurt am Main                                | Deutsches Rundfunkarchiv und Hessischer Rundfunk                                                                                                   |
| 2007 | Bremen                                           | Klaus-Kuhnke-Archiv für Populäre Musik an der Hochschule für Künste                                                                                |
| 2008 | Wien                                             | Gemeinsam mit Medien Archive Austria. Technisches Museum Wien mit Österreichischer Mediathek                                                       |
| 2009 | München                                          | Bayerischer Rundfunk |
| 2010 | Dresden                                          | Sächsische Landesbibliothek – Staats- und Universitätsbibliothek Dresden                                                                           |
| 2011 | Basel                                            | Musik-Akademie der Stadt Basel / Memoriav |
| 2012 | Leipzig                                          | Deutsches Musikarchiv der Deutschen Nationalbibliothek                                                                                             |
| 2013 | Frankfurt am Main                                | Museum für Kommunikation |
| 2014 | Darmstadt                                        | Literaturhaus Darmstadt, veranstaltet mit Jazzinstitut Darmstadt                                                                                   |
| 2015 | Innsbruck                                        | Tiroler Landesmuseum |
| 2016 | Stuttgart                                        | Staatliche Akademie der Bildenden Künste |
| 2017 | Berlin                                           | Museum für Asiatische Kunst der Staatlichen Museen zu Berlin. Nach der nationalen Tagung fand die internationale IASA-Tagung am gleichen Ort statt |
| 2018 | Bremen                                           | Zentrum für Künstlerpublikationen/Weserburg in Zusammenarbeit mit dem Klaus-Kuhnke-Archiv für Populäre Musik und der Günter-Grass-Stiftung.        |
| 2019 | Weimar                                           | Hochschule für Musik Franz Liszt Weimar, Thüringisches Landesmusikarchiv                                                                           |
| 2020 | Videokonferenz                                   | Archiv für die Musik Afrikas der Johannes Gutenberg-Universität Mainz; 30 Jahre IASA-Ländergruppe                                                  |
| 2021 | Videokonferenz                                   | Schweizerische Nationalphonothek |
| 2022 | Freiburg im Breisgau und Videokonferenz (hybrid) | Zentrum für Populäre Kultur und Musik |
| 2023 | Berlin und Videokonferenz (hybrid)               | Berliner Phonogramm-Archiv und Lautarchiv der Humboldt-Universität zu Berlin                                                                       |
| 2024 | Gronau und Videokonferenz (hybrid)               | rock’n’popmuseum |